# Angelina Weld Grimké
Angelina Weld Grimké (Boston, Estats Units, 27 de febrer de 1880 – Nova York, 10 de juny de 1958) fou una periodista, professora, dramaturga i poeta afroamericana estatunidenca relacionada amb el Renaixement de l'Harlem. Fou una de les primeres dones negres de la que es va estrenar una obra de teatre.

## Vida i obra
Angelina Weld Grimké va néixer a Boston, Massachusetts, el 1880; era membre d'una família multiracial. El seu pare, Archibald Grimké, era un advocat crioll fill d'un plantador blanc. Aquest havia estat el segon afroamericà que s'havia graduat a la Facultat de Dret d'Harvard. La seva mare, Sarah Stanley, pertanyia a una família de classe mitjana amb ascendència europea de l'Oest Mitjà dels Estats Units.
Els pares de Grimké es van conèixer a Boston, a on el seu pare tenia un bufet d'advocats.

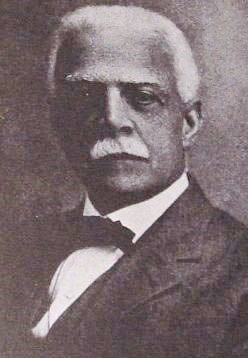
Archibald Grimké, pare d'Angelina Weld Grimké

Quan Grimké i Sarah Stanley es van casar la seva família s'hi va enfrontar per qüestions racials. El matrimoni va durar poc. Poc després del naixement de la seva filla Angelina, Sarah va deixar Archibald i va tornar amb el bebè al Mitjà Oest. Quan Sarah va començar la seva pròpia carrera, va enviar a Angelina a Massachusetts per viure amb el seu pare als set anys. Després d'això Angelina Grimké va mantenir poc contacte amb la seva mare. Pocs anys després, Sarah Stanley es va suïcidar.
L'avi patern d'Angelina era Henry Grimké, membre d'una rica família esclavista de Charleston, Carolina del Sud. La seva àvia paterna era Nancy Weston, una dona esclava de criolla, amb qui Henry es va relacionar quan va esdevenir viudo. Junts van tenir tres fills: Archibald, Francis i John (nascut després de la mort del seu pare el 1852); aquests tenien sobretot ascendència blanca. Henry va ensenyar a Nancy i als nens a llegir i escriure. Al la família d'Henry hi havia dues germanes que s'havien abolicionistes que havien abandonat el Sud abans que hagués començat la seva relació amb Weston; Sarah i Angelina Grimké es van convertir en abolicionistes notables al Nord. Carolina del Sud tenia lleis que dificultaven que una persona manumités els seus esclaus, encara que fossin els seus propis fills que havien nascut com esclaus. Per això, molts pares rics enviaven els seus fills al nord del país perquè rebessin educació i gaudissin d'oportunitats.
Francis J. Grimké, tiet d'Angelina, es va graduar a la Universitat de Lincoln, Pennsilvània i al Seminari Teològic de Princeton. Va esdevenir un ministre presbiterià a Washington D. C. A aquí es va casar amb Charlotte Forten, una coneguda abolicionista i diarista. Charlotte pertanyia a una família negra rica de Filadèlfia.
Angelina va viure amb les seves tietes Charlotte, Francis i Francis, a Washington D. C. entre els 14 i els 18 anys. Durant aquest període, el seu pare estava servint com a cònsol dels Estats Units (1894 i 1898) a la República Dominicana.
Angelina Grimké va Estudiar a l'Escola Normal de Gimnàstica de Boston, que més tard es va convertir en el Departament d'Higiene del Wellesley College. Després de graduar-se, ella i el seu pare es van mudar a Washington D.C.
El 1902, Grimké va començar a ensenyar anglès a la Friendship Armstrong Academy, una escola negra del sistema educatiu segregat de la capital. El 1916 va començar a ensenyar al Dunbar High School per a estudiants negres. Un dels seus alumnes fou el futur poeta i dramaturg May Miller. Durant els estius, Grimké freqüentment feia cursos a la Universitat Harvard.
Aproximadament al 1913, Grimké va estar involucrada en un accident de tren que va afectar la seva salut negativament. El 1930 va morir el seu pare. Després es va mudar a Brooklyn, a on es va retirar i va morir el 1958.

## Carrera literària
Grimké va escriure assajos, contes i poemes que van ser publicats a The Crisis, la revista de la National Association for the Advancement of Colored People (NAACP - Associació Nacional per al Progrés de les Persones de Color), que estava editat per W.E.B. Du Bois; i a Opportunity. També foren recollits en antologies del Renaixement de Harlem: The New Negre, Caroling Dusk, i Negre Poets and Their Poems. Els seus poemes més coneguts són "The Eyes of My Regret", "At April", "Trees" i "The Closing Door". Va ser inclosa en el Renaixement de Harlem quan vivia a Washington D.C. quan les seves obres van ser publicades a les seves revistes i es va connectar amb les figures d'aquest moviment artístic negre. Alguns crítics la situen en el període anterior al Renaixement. Fou amiga de la poeta Georgia Douglas Johnson.

### Rachel
Grimké va escriure Rachel, (originalment titulada Blessed Are the Escombren), una de les primeres obres literàries que protestaven contra el linxament i la violència racial. L'obra de tres actes va estar escrita per a la NAACP, que demanà noves obres de teatre per a unir a l'opinió pública contra la pel·lícula de D.W. Griffith, El naixement d'una nació (1915), que glorificava el Ku Klux Klan i mostrava una visió racista dels negres i el seu paper en la Guerra de Secessió i la Reconstrucció del Sud. El 1916 Rachel, protagonitzada per actors negres', es va estrenar a Washington DC i Nova York. La NAACP va dir sobre l'obra: "Aquest és el primer intent d'utilitzar el teatre per a la propaganda racial amb la finalitat d'il·luminar al poble nord-americà sobre la lamentable condició de deu milions de ciutadans de color en aquesta república lliure".
Rachel mostra la vida d'una família afroamericana al nord a principis del segle xx. S'hi mostren diferents respostes contra la discriminació racial de l'època. A més a més, a l'obra també hi ha els temes de la maternitat i la innocència dels infants. Rachel mostra el que podria ser el paper d'una mare en funció de la importància d'una ingenuïtat envers les terribles veritats del món que la rodeja. A l'obra també hi apareix el tema del linxament.
El 1920 es va publicar l'obra, tot i que va rebre poca atenció després de les seves primeres produccions. Tot i això, més tard, va ser reconeguda com una precursora del Renaixement de Harlem, ja que és un dels primers exemples d'aquest moviment polític i cultural que explorava les arrels històriques dels afroamericans.
Grimké va escriure una segona obra anti-linxament, Mara, parts de la qual mai s'han publicat. Molta de la seva obra tant de ficció com d'assaig es va centrar el tema del linxament, inclosa la història curta, "Goldie", que es va basar en el linxament el 1918 a Geòrgia de Mary Turner, una dona negra casada embarassada.

## Homosexualitat
A l'edat de 16 anys, Grimké va escriure a la seva amiga Mary P. Burrill:
| « | I know you are too young now to become my wife, but I hope, darling, that in a few years you will come to me and be my love, my wife! How my brain whirls how my pulse leaps with joy and madness when I think of these two words, 'my wife' | Sé que ets massa jove per esdevenir la meva esposa, però desitjo, estimada, que en pocs anys tu vindràs amb mi i seràs el meu amor, la meva esposa! (...) | » |

I know you are too young now to become my wife, but I hope, darling, that in a few years you will come to me and be my love, my wife! How my brain whirls how my pulse leaps with joy and madness when I think of these two words, 'my wife'
El

El 1903, Grimké i el seu pare es van barallar quan ella li va dir que estava enamorada. Archibald Grimké va respondre amb un ultimàtum exigint-li que triï entre el seu amant i ell mateix. El biògraf de la família Grimké, Mark Perry, especula que la persona involucrada podia haver estat una dona i que Archibald ja coneixia la tendència sexual d'Angelina.
L'anàlisi de la seva obra per crítics literaris moderns ha proporcionat una forta evidència que Grimke era lesbiana o bisexual. Alguns crítics creuen que això s'expressa en la seva poesia que havia estat publicada d'una manera subtil. Els erudits van trobar més evidència després de la seva mort quan van estudiar els seus diaris i treballs més explícits i inèdits. El Dictionary of Literary Biography: African-American Writers Before the Harlem Renaissance diu: "En diversos poemes i en els seus diaris Grimké va expressar la frustració que va crear el seu lesbianisme: l'anhel frustrat és un tema en diversos poemes". Alguns dels seus poemes inèdits són més explícitament lesbians, lel que implica que ella va viure una vida de repressió, "personal i creativa".